# Dubbelzout

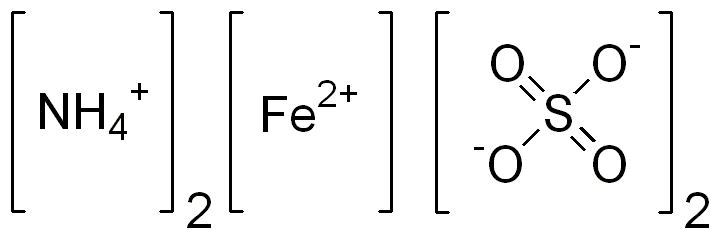
Mohrs zout is een typisch dubbelzout.

Een dubbelzout is in de scheikunde een zout dat twee verschillende positieve ionen of twee verschillende negatieve ionen heeft. Een dubbelzout is een enkele chemische stof, en gedraagt zich niet als een mengsel; zelfs tot in de eenheidscel van de kristalstructuur van een dubbelzout is de samenstelling gemengd. Dubbelzouten kunnen wél worden bereid door het mengen van twee zouten.
Een bekende klasse van dubbelzouten zijn de aluinen.